# (473046) 2015 HQ81
(473046) 2015 HQ81 es un asteroide perteneciente al cinturón de asteroides, descubierto el 29 de enero de 2011 por el equipo del Mount Lemmon Survey desde el Observatorio del Monte Lemmon, Arizona, Estados Unidos.

## Designación y nombre
Designado provisionalmente como 2015 HQ81.

## Características orbitales
2015 HQ81 está situado a una distancia media del Sol de 2,316 ua, pudiendo alejarse hasta 2,808 ua y acercarse hasta 1,825 ua. Su excentricidad es 0,212 y la inclinación orbital 2,756 grados. Emplea 1288 días en completar una órbita alrededor del Sol.

## Características físicas
La magnitud absoluta de 2015 HQ81 es 17,8.